# Ophiophyllum novaecaledoniae
Ophiophyllum novaecaledoniae är en ormstjärneart som beskrevs av Vadon 1991. Ophiophyllum novaecaledoniae ingår i släktet Ophiophyllum och familjen fransormstjärnor. Inga underarter finns listade i Catalogue of Life.